# 武海建設
株式会社武海建設（たけみけんせつ）は、かつて存在した日本の住宅会社である。
主に宮城県を基盤としている。
武海の意味は、創業者の名前と出身地から採っている。
鉄筋コンクリート住宅大成建設パルコンをはじめ、高気密高断熱オール電化一戸建住宅(ファース工法)と、
中低層鉄筋コンクリート建物の設計・建築を行っている。
キャッチコピーは「四季快適　たけみの家」。

## 沿革
- 1968年 - 宮城県仙台市で萩原武（はぎわら たけし）が個人企業形態で建設業を開始
- 1970年 - 「有限会社武海建宅」に社名変更
- 1973年 - 大成建設パルコン住宅施工指定業者になる
- 1985年 - 「武海工業株式会社」に社名変更、大阪本社設立
- 1986年 - 仙台市指定業者・宮城県指定業者・文部省指定業者
- 1995年 - 「株式会社武海建設興業」に社名変更
- 1999年 - FAS工法加盟　超高気密・高断熱・高性能住宅
- 2006年 - 「株式会社武海建設」に社名変更
- 2018年 - 事業停止。破産手続き開始
- 2019年 - 法人格消滅